# Mark Leen
Mark Leen (* Mai 1971 in Tralee) ist ein irischer Sänger, Songwriter, Schauspieler und Schriftsteller. Er wurde unter anderem als Elvis Tribute Artist „Emerald Elvis“ bekannt.

## Leben
Mark Leen besuchte bis 1986 das Tralee Community College. Im Alter von 18 Jahren zog er nach London. Dort absolvierte er an der Academy of Live and Recorded Arts von 1995 bis 1998 eine Ausbildung zum Schauspieler. Später kehrte er nach Tralee zurück.
Von 1997 bis 2013 verkörperte er als „Emerald Elvis“ den „King of Rock ’n’ Roll“, erhielt dafür viele Auszeichnungen und trat in zahlreichen Ländern der Welt auf. Al Dvorin, der einst den Satz „Ladies and Gentlemen, Elvis has left the building“ bekannt gemacht hatte, war so angetan von Leens Show, dass er im Jahr 2003 einen Auftritt Leens mit den Worten „The Emerald Elvis has left the building, thank you and good night“ abschloss. Unter anderem war Leen als „Emerald Elvis“ in den BBC-Sendungen The World's Greatest Elvis und The Weakest Link zu sehen. Über das Leben Presleys berichtete er in seiner eigenen Radioshow auf Radio Kerry.
Leen, der sämtliche Bühnenkostüme vom selben Schneider bezogen hatte wie Elvis Presley selbst, beendete seine Karriere als Presley-Darsteller Anfang 2013, wie er es seit längerer Zeit vorgehabt hatte. Als Elvis-Darsteller in einem Alter aufzutreten, das sein Vorbild selbst nicht erreicht hatte, hielt er für unredlich. Über seinen letzten Auftritt im Elvis-Outfit berichtete er: „After a standing ovation I went back to the dressing room alone, took off the jumpsuit and cried my eyes out. [...] I made up my mind and I drove home to Kerry that night alone [...], my mind awash with years of memories and filled with gratitude for the journey I had been on, the people I met and places I had been thanks to a man I had never met, but loved with all my heart.“
2008 brachte Leen sein erstes Studio-Album mit dem Titel Prodigal Son und 2012 das zweite Album namens Chameleon heraus.
Von 2010 bis 2013 arbeitete er als Script Writer und Darsteller für Funny Friday bei RTÉ Radio 1 in Dublin.
Tim Desmonds Dokumentation über Mark Leen mit dem Titel From a Jack to a King wurde am 30. September 2011 zum ersten Mal ausgestrahlt.
Im Jahr 2015 äußerte Leen sich erstmals öffentlich über die Spielsucht, unter der er seit seiner Jugend gelitten hatte. In einem Zeitungsinterview erklärte er unter anderem: „I was selling out venues like the Cork Opera House and the INEC. But throughout that whole time all I wanted to do was go into the bookies the next day.“ Nach einem hohen Spielverlust in Tralee wandte er sich 2012 an die Organisation Gambling Anonymous, mit deren Hilfe er seine Sucht überwinden konnte. Er schrieb über diese Erfahrung das Buch Viva Lost Wages. Weitere überwundene Süchte erwähnte er in einem Interview im Jahr 2014.
Leen ist Managing Director der 2011 gegründeten Rockman Publications Ltd. Er betreibt außerdem ein Café namens The Nu Place in Tralee.
2018 gewann er mit seinem im Jahr 2013 geschriebenen Song Fly Home For Christmas den Coca-Cola Christmas FM Song Contest.
Im Jahr 2020 brachte er die Biographie Curtin Call über DJ Curtin heraus, Ende 2022 folgte sein Kinderbuch The Postman And Doggie Woggie.
Leen ist überzeugter Katholik. Im September 2022 gestaltete er einen Gedächtnisgottesdienst für Padre Pio in Castleisland mit.
Mark Leen ist seit 2004 verheiratet und hat zwei Kinder.